# Мілнор (Північна Дакота)
Мілнор (англ. Milnor) — місто (англ. city) в США, в окрузі Сарджент штату Північна Дакота. Населення — 624 особи (2020).

## Географія
Мілнор розташований за координатами 46°15′41″ пн. ш. 97°27′25″ зх. д. / 46.26139° пн. ш. 97.45694° зх. д. (46.261480, -97.456922).  За даними Бюро перепису населення США в 2010 році місто мало площу 2,61 км², з яких 2,43 км² — суходіл та 0,17 км² — водойми.

## Демографія
Згідно з переписом 2010 року, у місті мешкали 653 особи в 289 домогосподарствах у складі 189 родин. Густота населення становила 250 осіб/км².  Було 350 помешкань (134/км²).
Расовий склад населення:
| - 98,6 % — білих - 0,5 % — корінних американців |

До двох чи більше рас належало 0,8 %. Частка іспаномовних становила 0,2 % від усіх жителів.
За віковим діапазоном населення розподілялося таким чином: 23,7 % — особи молодші 18 років, 57,5 % — особи у віці 18—64 років, 18,8 % — особи у віці 65 років та старші. Медіана віку мешканця становила 43,8 року. На 100 осіб жіночої статі у місті припадало 104,1 чоловіків;  на 100 жінок у віці від 18 років та старших — 99,2 чоловіків також старших 18 років.
Середній дохід на одне домашнє господарство  становив 63 554 долари США (медіана — 56 250), а середній дохід на одну сім'ю — 77 759 доларів (медіана — 72 969). За межею бідності перебувало 4,8 % осіб, у тому числі 0,0 % дітей у віці до 18 років та 4,0 % осіб у віці 65 років та старших.
Цивільне працевлаштоване населення становило 338 осіб. Основні галузі зайнятості: виробництво — 42,9 %, освіта, охорона здоров'я та соціальна допомога — 18,0 %, сільське господарство, лісництво, риболовля — 8,9 %, фінанси, страхування та нерухомість — 6,2 %.